# Мовчання (фільм, 2019)
«Мовчання» (англ. The Silence) — американсько-німецький фільм жахів 2019 року, знятий режисером Джоном Леонетті. Головні ролі виконують Стенлі Туччі та Кірнан Шіпка.
Фільм опублікований на Netflix 10 квітня 2019.

## Сюжет
Група печерних дослідників витягує з шахти невідомий вид істот, схожих на птерозаврів, які називають «веспи». Веспи жорстоко вбивають дослідників, вилітають із шахти та шукають найгучніші місця.
Еллі Ендрюс, дівчинка-підліток, що втратила слух в автомобільній аварії, живе зі своїми батьками Х'ю та Келлі Ендрюс, своєю бабусею по материнській лінії Лінн, у якої невиліковний рак легень, своїм братом Джудом та їх улюбленим собакою Отісом. У міру поширення новин про спалах весп уряд США оголошує надзвичайний стан і просить людей залишатися вдома і дотримуватися тиші. Х'ю порекомендував сім'ї перевести свої мобільні телефони в безшумний режим, і вони побачили чотири відеоролики, на одному з яких дві жертви тікають, на другому - мати та її дитина у машині. У дитини заклеєний рот скотчем, і мати показує записку, де написано: " Не шуміть " . На третьому кадрі показано команду дослідників печери, що кричить, і це переривається іншим кадром веспів, що тікають, незадовго до того, як їх перериває екстрена трансляція. Еллі пропонує їм вирушити до сільської місцевості, де, ймовірно, буде спокійніше. Гленн, найкращий друг Х'ю, приєднується до них і приносить свою зброю. Вони вирушають у дорогу на двох машинах, але невідомий чоловік намагається викрасти машину Х'ю, наражаючи на ризик сім'ю. Глен стріляє чоловікові в ногу, і вони їдуть.
Група потрапляє у величезний затор, який блокує всі міжміські сполучення, і Глен з'їджає з дороги. Мчучи по грунтовій дорозі, машина Гленна врізається в череду оленів, що тікають, і падає з крутого схилу. Він виживає, але опиняється у пастці в машині. Х'ю та Келлі не вдається звільнити його, і Гленн просить Х'ю піти. Коли сім'я Ендрюс повертається до своєї машини, їх собака гавкає, це приманює веспів. Гленн стріляє з пістолета, відводячи їх від Ендрюс і жертвуючи собою. Щоб убезпечити свою родину, Х'ю змушений випустити їхнього собаку з машини.
Х'ю веде свою сім'ю пішки після того, як підпалив машину Гленна як приманку. Сім'я знаходить будинок з високим парканом та замкненими воротами. Домовласниця, не підозрюючи про ситуацію, виходить і лається на родину, але веспи розривають її на частини. Сім'я проникає до будинку через стічну трубу. Гримуча змія з'являється перед Джудом, приманюючи веспів своїм брязкальцем, і вони нападають на неї.  Веспи кусають Келлі за ногу. Х'ю відволікає їх, включаючи гілкоподрібнювач, що роздавлює веспів, що летять у нього, і сім'я входить до будинку.
Еллі зв'язується зі своїм хлопцем Робом, який повідомляє їй, що його батьки мертві. На ранок у Келлі виявляється інфекція, тому Х'ю та Еллі вирушають за антибіотиками. У магазині Еллі виявляє яйця веспи, що ростуть усередині трупів. Безмовний священник культу намагається завербувати їх, але Х'ю та Еллі йдуть. Вони повертаються з антибіотиками, і Келлі одужує. Еллі дізнається з Інтернету, що веспи не можуть вижити в холодну погоду, що спонукало сім'ю задуматися про переїзд на північ.
Ватажок релігійного культу знаходить притулок сім'ї і з'являється зі своїми послідовниками, повідомляючи, що має намір завербувати Еллі. Х'ю дістає рушницю, змушуючи сектантів піти. Роб повідомляє Еллі, що прямує на північ, в «притулок». Х'ю та Келлі знаходять маленьку дівчинку біля дверей посеред ночі. Впустивши її, вони виявляють, що в неї відрізаний язикі вона є членом культу безмовних. Телефони, прив'язані до неї та вікон по всьому будинку, дзвонять, приваблюючи веспів. Члени культу викрадають Еллі, але бабуся Лін вибігає назовні, щоб допомогти їй. Лінн утримує викрадачів Еллі та кричить; веспи вбивають її та викрадачів, поки Еллі тікає. Сім'я дає відсіч і вбиває більшість членів культу, включаючи ватажка.
Через кілька тижнів сім'я перетинає США і прибуває на північ в притулок. Еллі знаходить Роба, і вони полюють з луком на веспів. Еллі задумується, чи пристосуються веспи до холоду і чи пристосуються люди до беззвучного способу життя, як це зробила вона, коли втратила слух.

## У ролях
| Актор                   | Роль          |
| ----------------------- | ------------- |
| Стенлі Туччі            | Г'ю Ендрюс    |
| Кірнан Шипка            | Еллі Ендрюс   |
| Міранда Отто            | Келлі Ендрюс  |
| Джон Корбетт            | Гленн         |
| Кейт Троттер            | Лінн          |
| Кайл Гаррісон Брайткопф | Джуд Ендрюс   |
| Зої Дойл                | матір         |
| Біллі Маклеллан         | «Преподобний» |
| Демпсі Брайк            | Роб           |
| Сара Ебботт             | дівчинка      |